# Експедиция до Канадския арктичен архипелаг на Ото Свердруп
Експедиция до Канадския арктичен архипелаг на Ото Свердруп е експедиция в северната част на Канадския арктичен архипелаг, която подробно изследва територия с площ от 260 хил. км2, провела се от 1898 до 1902 г. на кораба „Фрам“ и с екипаж от 16 души, ръководена от Ото Свердруп.
В средата на август 1898 плава на север в протока Смит. Зимува на източното крайбрежие на остров Елсмиър, близо до северния вход на протока. През зимата на 1898 – 1899 изследва п-ов Йохан (близо до мястото на зимуването).
През април 1899, заедно с датчанина Едвард Бай (на английски Бей) пресичат остров Елсмиър от изток на запад, от Флаглер фиорд до открития от тях Бей фиорд (78°52′ с. ш. 83°35′ з. д. / 78.866667° с. ш. 83.583333° з. д.). Двамата продължават по леда на Бай фиорд на запад и откриват протока Юрика, между остров Елсмиър на изток и остров Аксел Хайберг (открит от него, 43178 км2) на запад. През лятото „Фрам“ се придвижва на юг покрай югоизточния бряг на Елсмиър, навлиза от изток в протока Джонс и остава на второ зимуване в един от фиордите на южното крайбрежие на Елсмиър. През септември с лодка Свердруп изследва южното крайбрежие на острова до 84º з.д. и открива два големи фиорда. По време на зимуването заедно с петима спътници дооткрива цялото южно крайбрежие на острова до 90º з.д., като открива фиорда Макс Окс и на запад от него п-ов Симонс (76°40′ с. ш. 89°00′ з. д. / 76.666667° с. ш. 89° з. д., най-югозападната част на Елсмиър). На запад от полуострова открива протока Хел Гейт и на запад от него източния бряг на остров Норт Кент (76°40′ с. ш. 90°15′ з. д. / 76.666667° с. ш. 90.25° з. д., 590 км2).
През пролетта на 1900 на север от протока Хел Гейт открива залива Норуиджен Бей (Норвежки залив, 78º с.ш., 90º з.д.), изследва го и в източната му част открива фиорда Бауман, врязващ се в остров Елсмиър на югоизток, между полуостровите Бьорне на югозапад и Свенсен на североизток. В северната част на залива Норуиджен Бей открива югозападната точка на остров Аксел Хайберг – нос Саут Уест (78°12′ с. ш. 92°01′ з. д. / 78.2° с. ш. 92.016667° з. д.), където оборудва склад с хранителни припаси. Открива и изследва западното крайбрежие на острова до 80º 53` с.ш. – нос Норт Уест.
През август 1900 експедицията плава с кораба на запад през протока Джонс и открива п-ов Колин Арчър (северозападната част на остров Девън) и протока Кардигън (вторично) на североизток от полуострова. Третото зимуване се провежда във фиорда Гус (на юг от п-ов Колин Арчър).
През лятото на 1901 групата на Свердруп изследва източното крайбрежие на остров Аксел Хайберг, протока Юрика и западния бряг на Елсмиър, като там открива два големи полуострова Ронес на юг и Фосхайм на север. По това време „Фрам“ не успява да се освободи от ледовете в Гус фиорд и остава там за четвърто зимуване.
През април и май 1902 Свердруп, заедно с геолога на експедицията Пер Схей открива протока Нансен (80°45′ с. ш. 90°00′ з. д. / 80.75° с. ш. 90° з. д.) и изследва бреговете му, на югозапад – североизточното крайбрежие на остров Аксел Хайберг и на североизток – западните брегове на остров Елсмиър. По този начин е открит и изследван целия южен и западен бряг на остров Елсмиър, трети по големина в Канадския арктичен архипелаг, с всичките му многочислени фиорди и полуострови.
На 15 юли 1902 след четири зимувания „Фрам“ се освобождава от ледовете и експедицията се завръща в Норвегия, където посрещат Свердруп като национален герой. Всичките изследвани територии от Свердруп Норвегия ги обявява за свои владения, и този акт предизвиква продължителен спор с Канада, като съдебните дела се водят до 1930. Последните документи за отказа на Норвегия от претенциите ѝ за Канадския арктичен архипелаг Свердруп подписва две седмици преди смъртта си. Канадското правителство гласува награда от 67 хил. долара на Свердруп за заслуги в усвояването на Канадския арктичен архипелаг.